# 杜罗河畔兰加
杜罗河畔兰加是西班牙卡斯蒂利亚-莱昂索里亚省的一个市镇。总面积190平方公里，总人口856人（2001年），人口密度5人/平方公里。